# Vochysia jefensis
Vochysia jefensis là một loài thực vật có hoa trong họ Vochysiaceae. Loài này được A. Robyns miêu tả khoa học đầu tiên năm 1967.